# Зиракашвили, Давид
Давид Зиракашвили (груз. დავით ზირაქაშვილი, родился 20 сентября 1983 года) — грузинский регбист, играющий на позиции правого пропа во французском клубе «Клермон Овернь» из Топ-14. Спортсмен года в Грузии (2010).

## Биография

### Клубная карьера
В прошлом занимался борьбой, регби случайно увлёкся в возрасте 17 лет, когда его пригласил знакомый на тренировку. Вскоре он оставил борьбу и занялся именно игрой с овальным мячом. В 2002 году переехал во Францию, где играл за команду «Обена» в Федераль 1. С сезона 2004/2005 выступает за «Клермон Овернь», где раньше выступал его соотечественник Годердзи Швелидзе: именно Швелидзе помог раскрыться таланту Давида.
На клубном уровне Зиракашвили шесть раз выходил в финал чемпионата Франции, но выигрывал титулы только дважды в 2010 и 2017 годах, причём в 2010 году он стал первым грузинским регбистом-чемпионом Франции. В 2007 году также выиграл Европейский кубок вызова, ещё трижды доходил до финала Кубка европейских чемпионов. Всего же Зиракашвили семь раз проиграл в составе «Клермона» финалы разных турниров. 1 июня 2014 года Зиракашвили сыграл свой первый матч за международный клуб «Барбарианс» против Англии, став пятым грузинским регбистом, выступившим за этот звёздный клуб.

### Карьера в сборной
За сборную Зиракашвили дебютировал в 2004 году матчем против Уругвая. Участник чемпионатов мира 2007, 2011 и 2015 годов. За 53 игры набрал 40 очков: в связи с нежеланием французских клубов отпускать игроков на матчи сборной в активе Зиракашвили оказалось не так много матчей, однако встречи против команд чемпионата Европы (Румынии и России) он не пропускал.
Наиболее памятным моментом Зиракашвили называл победу Грузии над Тонга на чемпионате мира 2015 года — по его словам, матч был сродни финалу. После матча против Намибии и завершения чемпионата мира 2015 года Зиракашвили ушёл из сборной, желая уступить дорогу молодым игрокам, жаждущим занять его позицию правого столба.
Своим наиболее серьёзным противником в регби Зиракашвили называет румынского регбиста Петру Балана, против которого играл в сборной в течение нескольких лет и во многих случаях не смог его сдержать.

### Спортсмен года
В 2010 году Зиракашвили был признан лучшим грузинским спортсменом года благодаря выступлениям за клуб и сборную. В матче против России, прошедшем в Трабзоне, он занёс попытку, пробежав 45 метров буквально в одиночестве; также на его счету попытка в матче против Канады. В том году Грузия впервые в истории победила сборные Канады и США благодаря игре Зиракашвили, а его заслуги отметила британская газета Daily Telegraph.

## Стиль игры
Зиракашвили считается одним из лучших правых столбов в современном регби. Благодаря опыту борьбы он быстро освоил азы регби, научившись делать захваты, правильно падать и стоять на ногах. Достаточно быстрый для игрока первой линии, который может правильно распределять силы.
На счету Зиракашвили также имеется достаточно забавный случай занесения попытки: в матче против «Байонны» в чемпионате Франции 2008/2009 Давид случайно выбил ногой мяч вперёд, который срикошетил от углового флага и вылетел в зачётную зону. После толчка в спину от игрока «Байонны» Зиракашвили упал прямиком на мяч и де-юре зафиксировал попытку.